# Meten van de lichtsnelheid
Voor het meten van de lichtsnelheid zijn er verschillende methoden.
Sinds 1983 (met de invoering van de huidige definitie van de meter, die de lichtsnelheid fixeert), komen deze methoden neer op het meten van lengtes.

## Astronomische methoden

### Rømer
De oudste bepaling van de lichtsnelheid werd gedaan in 1676 door Ole Rømer. Rømer ontdekte dat het tijdstip dat een eclips van Io (een maan van Jupiter) werd verwacht steeds later werd naarmate  Jupiter verder weg stond en weer "correcter" werd als Jupiter weer dichter bij de Aarde stond. Hij verklaarde dit door een eindige lichtsnelheid. Rømer zag dat het licht er 22 minuten over deed om twee keer de afstand van de aarde tot de zon te overbruggen, hij zag de maan Io namelijk 22 minuten later uit de schaduw komen als de aarde het verst van Jupiter weg stond.

### Huygens
Christiaan Huygens combineerde de bovengenoemde waarneming met het gegeven dat de afstand van de aarde tot de zon (1 astronomische eenheid (AE)) op 140 miljoen kilometer werd geschat. Hij concludeerde zo dat de lichtsnelheid 220 000 kilometer per seconde was. In verband met deze methode werd ook wel in plaats van de lichtsnelheid het omgekeerde daarvan aangegeven, uitgedrukt in seconden per astronomische eenheid (s/AE). Huygens kwam uit op 660 s/AE. De juiste waarde is ongeveer 499 s/AE.

### Delambre
Jean-Baptiste Joseph Delambre bepaalde in 1817 aan de hand van tabellen met eclipsen van de manen van Saturnus, de lichtsnelheid op 493,2 s/AE. Weer wat later bepaalde de Russische astronoom Sergej von Glazenap (13(25) september 1848 - 12 april 1937) de snelheid tussen 496 en 501 s/AE.

## Mechanische methoden

### Galileo
Galileo Galilei stelde voor de lichtsnelheid te meten door met lantaarns tussen bergtoppen te seinen. Een persoon geeft met de lantaarn een lichtsignaal en iemand op een andere bergtop straalt direct terug zodra hij het licht ziet. Het is niet bekend of Galileo deze proef werkelijk uitgevoerd heeft. Doordat de lichtsnelheid zo hoog is, zou de methode tot mislukken gedoemd zijn.

### Fizeau
Hippolyte Fizeau liet in 1849 een lichtstraal tussen de tanden van een tandwiel doorschijnen. Een op een afstand van 8 km geplaatste spiegel weerkaatste de lichtstraal terug door dezelfde opening. Het  tandwiel bestond uit meer dan honderd tanden en roteerde met een snelheid van ruim honderd omwentelingen per seconde. Fizeau kon de snelheid van draaien van het wiel variëren. Zo kon hij de snelheid van draaien zodanig instellen dat het licht net niet meer door hetzelfde gat viel.
Omdat de afstand die het licht had afgelegd bekend was (16 km) en de snelheid van draaien van het tandwiel eveneens bekend was kon hij de snelheid van het licht bepalen op 313 000 km/s.
Er moest exact bepaald worden wat de afstand was die de lichtstraal had afgelegd, evenals de exacte omwentelingssnelheid van het tandwiel.
Fizeau mat ook de snelheid van het licht in stromend water en bevestigde de voorspelling van Augustin Jean Fresnel. Dit resultaat wordt nu gezien als een bevestiging van de speciale relativiteitstheorie.

### Foucault
|  |  |  |

Léon Foucault gebruikte in 1862 in plaats van een tandwiel een roterende spiegel. Hij liet licht op deze spiegel vallen en door de hoek te meten waarmee het door deze spiegel werd weerkaatst, kon hij de lichtsnelheid nauwkeuriger bepalen dan Fizeau. Hij bepaalde de lichtsnelheid op 298 000 ± 500 km/s.
In principe was de opstelling van Foucault als volgt: in het midden van een grote, ronde kamer met een spiegelende wand staat een snel ronddraaiende spiegel. Een lichtbron (links in afbeelding 1) is op de spiegel gericht. De lichtstraal (groen in de afbeelding) kaatst tegen de spiegel, tegen de wand van de kamer en weer terug in de spiegel. De spiegel is intussen een eindje verder gedraaid, zodat de lichtstraal niet terugkomt in de lichtbron. Uit de draaisnelheid van de spiegel, de hoek α tussen de invallende en de uitkomende lichtstraal en de straal van de kamer wordt de lichtsnelheid berekend. De hoek α is in werkelijkheid veel kleiner dan in de tekening is getoond, en daardoor lastig precies te meten.
Het is voor deze proef niet nodig dat er een volledige, ronde kamer wordt gebruikt. Dat is ook niet praktisch, omdat de kamer voor een redelijk resultaat groot moet zijn. Zie afbeelding 2. In werkelijkheid zette Foucault een licht gebogen spiegel op grote afstand. De teruggekaatste straal zal dan flikkeren, maar dat is geen bezwaar. Verder zijn er enkele lenzen nodig om het licht te bundelen.

### Michelson
In 1877 werd de proef herhaald door Albert Michelson. Zijn kamer had een straal van ongeveer 150 m. Dat was dus de afstand tussen de twee spiegels. De vlakke spiegel in het midden draaide met 128 omwentelingen per seconde. De hoek α is dan ongeveer drie boogminuten. Hij berekende een lichtsnelheid van 300 140 km/s.

### Modern natuurkundepracticum
De bepaling van de lichtsnelheid is sinds de jaren 80 een practicumproef in de studie natuurkunde op de universiteiten. Een mogelijkheid is een He-Ne-laser te gebruiken met een chopper (draaischijf met open en dichte vakken). Het licht wordt zowel gemeten bij uitzending als na weerkaatsing aan een vaste spiegel in de verte. Beide elektrische signalen worden op een oscilloscoop gecombineerd, waarna met behulp van Lissajous-figuren de lichtsnelheid kan worden bepaald op 299 792 458 meter per seconde (oftewel 1.0792528 miljard kilometer per uur).